# The Last Man on Earth (serie de televisión)
The Last Man on Earth es una serie de televisión estadounidense postapocalíptica y de comedia creada y protagonizada por Will Forte. El episodio piloto fue escrito por Will Forte y dirigido por Phil Lord y Christopher Miller. El 3 de mayo de 2015, un total de 13 episodios de The Last Man on Earth fueron emitidos, completandose así la primera temporada de la serie. El 8 de abril de 2015 la serie fue renovada para una segunda temporada, la cual se estrenó el 27 de septiembre de 2015. El 24 de marzo de 2016, la serie fue renovada para una tercera temporada, la cual fue estrenada en USA el 25 de septiembre de 2016. El 10 de mayo de 2017, Fox anunció la renovación de una cuarta temporada. que se estrenó el 1 de octubre de 2017.
El 10 de mayo de 2018, Fox canceló la serie después de cuatro temporadas.

## Sinopsis
Año 2020. Phil Miller (Will Forte) es aparentemente el único ser humano superviviente en la Tierra después de que un virus mortal barriera el planeta un año antes. Phil recorre toda América del Norte en su casa rodante, en busca de supervivientes, y colocando carteles de "Alive in Tucson" (Vivo en Tucson), ya que Tucson, Arizona, es su ciudad natal, con la esperanza de que algún eventual sobreviviente lo leyera y pueda encontrarlo.
Al volver a Tucson, y decepcionado de no encontrar a nadie, decide suicidarse. Justo antes de lograr su cometido, se encuentra con Carol Pilbasian (Kristen Schaal), una mujer excéntrica y chillona.

## Episodios
| Temporada | Temporada | Episodios | Episodios | Emisión original         | Emisión original   |
| Temporada | Temporada | Episodios | Episodios | Primera emisión          | Última emisión     |
| --------- | --------- | --------- | --------- | ------------------------ | ------------------ |
|           | 1         | 13        | 13        | 1 de marzo de 2015       | 3 de mayo de 2015  |
|           | 2         | 18        | 18        | 27 de septiembre de 2015 | 15 de mayo de 2016 |
|           | 3         | 18        | 18        | 25 de septiembre de 2016 | 7 de mayo de 2017  |
|           | 4         | 18        | 18        | 1 de octubre de 2017     | 6 de mayo de 2018  |

## Elenco

### Personajes principales
- Will Forte como Phil Tandy Miller. Cree que es el último hombre sobre la Tierra viviendo en su pueblo natal hasta que conoce a Carol.
- Kristen Schaal como Carol Pilbasian. Una mujer originaria de Delaware que Phil encuentra.
- January Jones como Melissa Shart. Exagente de bienes raíces.
- Mel Rodriguez como Todd.
- Mary Steenburgen como Gail. Chef y exdueña de su propio restaurante. Conoció a Erica después del brote del virus.
- Cleopatra Coleman como Erica. Una superviviente que conoció a Gail después del brote del virus en la Casa Blanca, convirtiéndose en compañeras de viaje hasta que se encuentran con Phil Tandy Miller.

### Personajes secundarios
- Boris Kodjoe como otro Phil Miller. Exmiembro de las Fuerzas Especiales de Carolina del Norte, es un excontratista y consigue rápidamente la aprobación del grupo, principalmente de las chicas.
- Jason Sudeikis como el Comandante Mike Miller (astronauta). Último hombre en el espacio y hermano de Phil Tandy Miller.
- Kenneth Choi como Lewis, un arborista gay de Seattle cuya pareja Mark se presume que haya muerto por el virus. Primero llega a Malibu como parte de la tripulación de Pat y se une al grupo principal cuando Pat se niega a hacer las paces con Phil.
- Keith L. Williams como Jasper. Un muchacho joven inicialmente silencioso que se descubre en el fondo de las fotos de la familia de Carol y de Gail, llevando un traje de Yoda. Phil lo apoda "Jasper" por su mochila JanSport, y el niño elige a Erica como su figura paterna a pesar de los intentos de Phil de vincularse con él. Seis meses después de su primera experiencia con una gran fiesta comienza a hablar.

### Personajes invitados
- Alexandra Daddario como Victoria, "última mujer en la tierra" en el capítulo piloto.
- Will Ferrell como Gordon, amante de Gail.
- Mark Boone Junior como Patrick "Pat". La primera persona que Mike encuentra después de regresar a la Tierra. Un excampeón de tenis y conductor de camión de helado, que se pasea por el mar en un yate, temiendo que el virus todavía ha contaminado la tierra y que cualquier persona que conoce podría llevarlo. También cree que el gobierno de Estados Unidos se escondió en búnkeres y conspiró para atrapar sobrevivientes
- Kristen Wiig como Pamela Brinton. Una mujer rica y filántropa que se escondió del virus en un bunker subterráneo con su perro Jeremy. Durante su tiempo en el bunker, aprendió a pilotar su avión de vigilancia, que Gail vio por primera vez cerca del final de la segunda temporada. Ella buscará a los demás a pesar de que la conexión se pierde. Pamela se presenta al grupo cuando le dispara a Pat en la cabeza.
- Jack Black como el almirante Roy Billups, amante de Pamela. Únicamente aparece unos segundos tras presentarlo Pamela e interviene con un corto diálogo: "Qué delicia de barco. Me muero por cogerlo...", cuando Patrick acaba con él de un disparo.
- Chris Elliott como Glenn, un náufrago en una isla en la que acaba casi todo el grupo frente a las costas de México el cual no tiene constancia de la pandemia ni del colapso de la civilización. Lo rescatan de la isla y tras un breve periodo juntos, acaba marchándose por su cuenta. Pamela decide irse con él.

## Antecedentes y producción

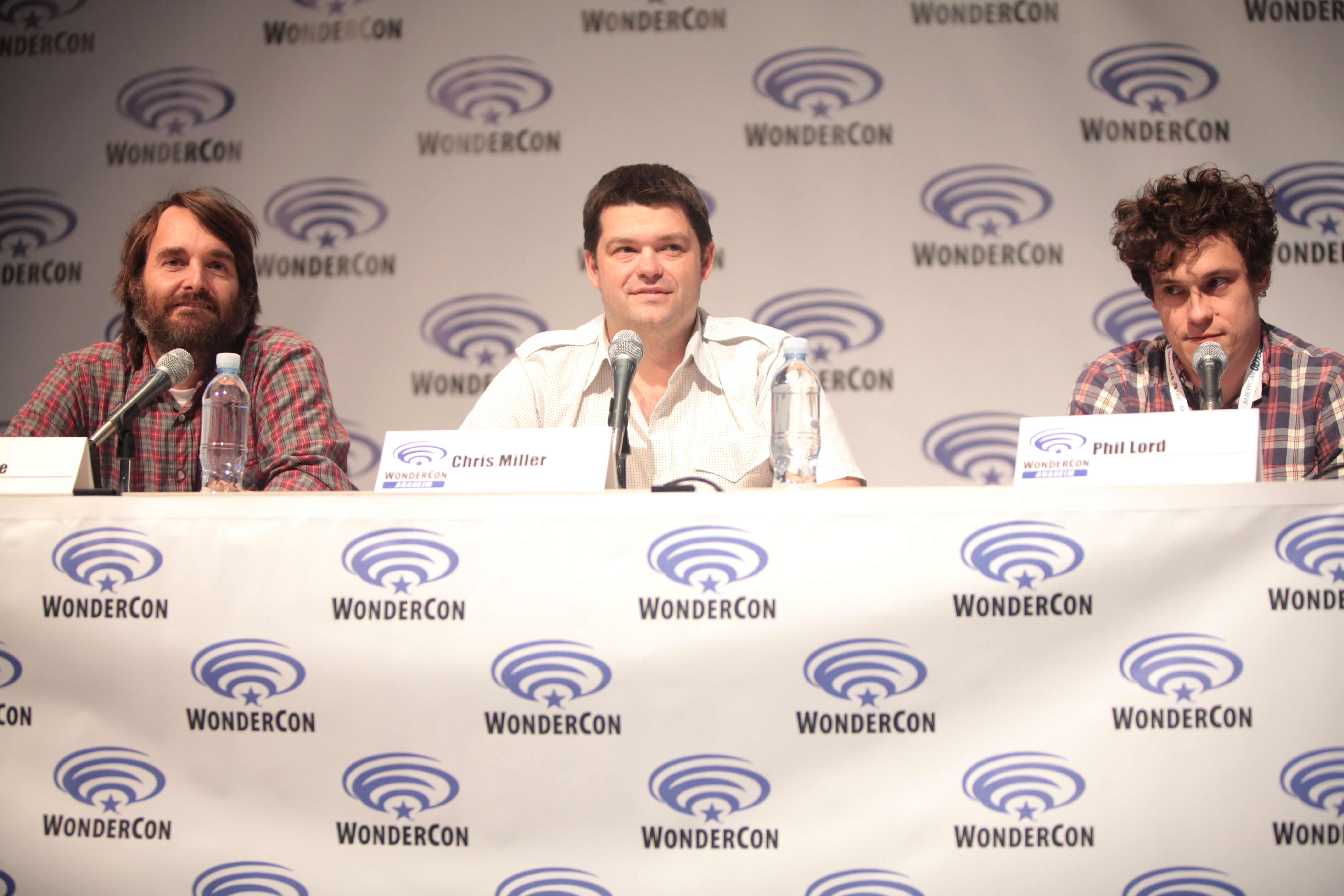
Forte junto a los productores ejecutivos Christopher Miller y Phil Lord, que dirigieron los dos primeros episodios.

La serie se originó en el equipo de redacción de Phil Lord y Christopher Miller, que tuvo la idea inicialmente de un largometraje. Se acercaron a Will Forte, antiguo colaborador y antiguo miembro del elenco de Saturday Night Live con la premisa de que "le inspiró una chispa y la tomó en su propia dirección", según Miller. Fue parcialmente inspirado por la serie Life After People. "Me encanta la comedia donde hay mucha tensión y, aunque es muy exagerada, parece muy fácil de relacionar", dijo Forte de la premisa. El tratamiento de Forte para la serie, elaborado durante un fin de semana, fue presentado alrededor de Hollywood con respuestas positivas. Principalmente recurrieron a los servicios de cable e Internet, ya que Forte creía que una cadena de difusión sería más estricta en contenido. En su lanzamiento, gran parte del esbozo de la primera temporada de la serie fue formulada. Fox, el eventual distribuidor del programa, en cambio estaba haciendo "algo diferente" y específico a su visión, según Miller.
Forte habló sobre la libertad creativa de la serie en una entrevista de 2015:

Creo que siempre hemos visto esto como una serie de televisión por cable, para ser sincero. Reclamaron desde el primer momento que no querían cambiar el tono de la serie, y creo que entré con una ceja levantada, pensando, está bien, bien cuándo va a salir que tenemos que cambiarlo? Y fueron geniales. Se mantuvieron fieles a su compromiso y nos dejaron hacer este tipo diferente de serie. Estamos muy contentos de haber tenido esta experiencia. Fue una excelente y excelente experiencia con Fox.

Filmar la serie fue un desafío. Por ejemplo, mantener el silencio y no captar los sonidos de los autos a la distancia lo dificultaba. Además de la fascinación de Forte por Life After People, se filmaron películas similares mientras escribían la serie que incluía  The Omega Man, I Am Legend, y 28 Days Later. Fox particularmente apreció el corazón de la historia, con su tema universal. Según Lord, "Siempre hablamos de que se trata de una persona que tiene muchas fallas y una persona que quizás necesitó que todo el mundo terminara para que se convirtiera en su mejor yo. [...] Ese fue nuestro gran pensamiento. Bueno, aquí hay un tipo que quizás no era el mejor tipo en el mundo normal, pero si se llevara el mundo normal, eventualmente podría volver a ser la persona que todos esperamos que podamos ser."
El nombre del personaje principal, Phil Tandy Miller, se basa en los nombres de los dos productores ejecutivos Phil Lord y Christopher Miller. Según Miller, "no hay zombis" en la serie.
Para la segunda temporada, Dan Sterling se unió como productor ejecutivo y asumió el papel de showrunner de Forte, quien fue el showrunner de la primera temporada.
El principal lugar de grabación de la serie es un estudio de 20th Century Fox en  Chatsworth, California.

## Recepción

### Índices de audiencia
Para su estreno de una hora, The Last Man on Earth recibió 5.75 millones de espectadores con una calificación promedio de 2.4 entre los adultos de 18 a 49 años, lo que la convierte en la serie de transmisión de mayor audiencia de esa noche en ese grupo demográfico. Mientras que las calificaciones disminuyeron en general, el programa fue lo suficientemente bueno con los jóvenes espectadores masculinos para justificar la renovación.

### Reconocimientos
| Año  | Premiación                           | Categoría                                                      | Nominado(s)                                          | Resultado | Ref.   |
| ---- | ------------------------------------ | -------------------------------------------------------------- | ---------------------------------------------------- | --------- | ------ |
| 2015 | Critics' Choice Television Award     | Mejor actor en una serie de comedia                            | Will Forte                                           | Nom       | [ 20 ] |
| 2015 | Primetime Emmy Award                 | Mejor actor principal en una serie de comedia                  | Will Forte                                           | Nom       | [ 21 ] |
| 2015 | Primetime Emmy Award                 | Escritura sobresaliente para una serie de comedia              | Will Forte por "Alive in Tucson"                     | Nom       | [ 21 ] |
| 2015 | Primetime Emmy Award                 | Mejor dirección para una serie de comedia                      | Phil Lord y Christopher Miller por "Alive in Tucson" | Nom       | [ 21 ] |
| 2015 | Primetime Emmy Award                 | Excelente edición de una sola cámara para una serie de comedia | Stacey Schroeder                                     | Nom       | [ 21 ] |
| 2015 | EWwy Award                           | Serie de comedia excepcional                                   | The Last Man on Earth                                | Nom       | [ 22 ] |
| 2015 | EWwy Award                           | Mejor actriz de reparto en una serie de comedia                | Kristen Schaal                                       | Nom       | [ 23 ] |
| 2015 | 68th Writers Guild of America Awards | Nueva serie                                                    | The Last Man on Earth                                | Nom       | [ 24 ] |
| 2015 | 68th Writers Guild of America Awards | Comedia episódica                                              | Will Forte ("Alive in Tucson")                       | Nom       | [ 24 ] |
| 2016 | Critics' Choice Television Awards    | Mejor serie de comedia                                         | The Last Man on Earth                                | Nom       | [ 25 ] |
| 2016 | Critics' Choice Television Awards    | Mejor actor en una serie de comedia                            | Will Forte                                           | Nom       | [ 25 ] |
| 2016 | Primetime Emmy Awards                | Mejor actor principal en una serie de comedia                  | Will Forte                                           | Nom       | [ 26 ] |